# Caterina Chinnici
Pour les articles homonymes, voir Chinnici.
Caterina Chinnici, née le 5 novembre 1954 à Palerme, est une magistrate et une personnalité politique italienne, membre du Parti démocrate (PD) puis de Forza Italia.

## Biographie
Son père, le juge Rocco Chinnici, était un magistrat déterminé  qui avait décidé de créer une cellule composée de juges qui seraient spécialisés dans les enquêtes complexes liées à la mafia. Il fut assassiné dans un attentat à la voiture piégée le 29 juillet 1983 aux premières heures de la matinée, en plein centre de Palerme.
Magistrate comme son père, elle est tête de liste du Parti démocrate dans la circonscription Italie insulaire pour les élections européennes de 2014 en Italie.
Le 25 mai 2014 elle est élue député européen d'Italie de la 8e législature . Elle est confirmée tête de liste du Parti démocrate dans la circonscription Italie insulaire pour les élections européennes de 2019 en Italie.
Victorieuse des primaires de gauche pour les élections régionales de 2022 en Sicile en battant avec 44,77 % la sous-secrétaire d’État à l’Éducation Barbara Floridia (M5S, 31,74%) et le député régional Claudio Fava (Centopassi, 23,22 %), elle subit le retrait du M5S le 22 août après lequel elle hésite à maintenir sa candidature. Elle finit en troisième position du scrutin derrière le candidat de droite Renato Schifani et l'ancien maire de Messine Cateno De Luca.
Peu après cette défaite, au printemps 2023, elle rejoint Forza Italia. Le parti la désigne comme tête de liste pour les européennes de 2024, toujours pour la circonscription Sicile-Sardaigne. Première non élue derrière les assesseurs régionaux Edy Tamajo et Marco Falcone, elle peut prétendre retrouver son siège au parlement européen su Tamajo démissionne.